# Утама (фільм)
Утама (ісп. Utama) — драматичний фільм режисера Алехандро Лоайзо Грізі, прем'єра якого відбулася 22 січня 2022 року на кінофестивалі «Санденс».

## Сюжет
Вірхіньо та Сіса, літня подружня пара, мешкають на гірському плато. Їх життя йде за усталеним розкладом, але вдається ознаки сильна посуха, якої не було багато років.
Поки Вірхіньо пасе лам, Сіса йде з відрами по воду до селища, але не знаходить її навіть у криниці. Вона йде далі, до обмілілої річки, на березі якої селяни обмінюються думками та планами на майбутнє. Лунає думка, що через посуху варто переїжджати до міста, як зробили вже багато селян.
Сподіваючись на дощ, громада робить відчайдушний крок — приносить жертву задля повернення прихильності богів. Але посуха продовжується, підштовхуючи людей до переїзду.
У цьому ж Вірхіньо та Сіса намагається переконати Клевер, їх онук, який приїхав до них у гості. Проте Вірхіньо категорично відкидає будь-які думки про переїзд, вважаючи, що тільки рідна земля та важка корисна праця надають людині сенс буття.
Відчуваючи наближення смерті, хворий Вірхіньо відмовляється від лікування. Дізнавшись про наявність у Клевера власної родини та маленької дитини, він передає онуку невеликий спадок і невдовзі помирає у власному ліжку.
Після похорон Клевер повертається до своєї родини; Сіса відвідує могилу чоловіка. В цей час починається дощ.

## Сприйняття
Фільм отримав переважно схвальні відгуки. Зокрема видання Variety характеризує фільм як «приголомшливий» та «піднесений».
За відгуком видання Hollywood Reporter, «Утама» — майстерно знятий фільм…сильна й застережлива історія про виживання у світі, що вмирає".

## Відзнаки та нагороди
Фільм представлений до нагород у більш ніж п'ятидесяти категоріях, отримав 23 перемоги, у тому числі:
- головний приз кінофестивалю «Санденс» у номінації «Краще світове кіно», 2022[6];
- приз журі та нагороди у категоріях: «Кращий іберо-американський фільм», «Краща режисура», «Краща музика» на кінофестивалі у Малазі, 2022[7];
- головний приз та приз глядацьких симпатій на Міжнародному кінофестивалі у Трансільванії, 2022[8];
- премія Хорхе Камара, нагороди у категоріях: «Кращий перший фільм», «Кращий сценарій» на Міжнародному кінофестивалі у Гвадалахарі[9].